# Pierre Bogaers
Petrus Johannes Gerardus Franciscus (Pierre) Bogaers (Tilburg, 7 april 1926 — Amsterdam, 27 juli 2015) was een Nederlandse dichter, journalist, reclamepionier en copywriter.

## Levensloop
Bogaers volgde enige jaren de opleiding voor priester in het klooster van de Missionarissen van het Heilig Hart (MSC) te Tilburg. Daarna bezocht hij drie jaar de hbs in Tilburg. 
Tijdens de Tweede Wereldoorlog was hij actief in het verzet en gedurende twee jaar oorlogsvrijwilliger, voor het grootste deel in Engeland. Was hier oprichter en hoofdredacteur van het Huzaren-maandblad 'De Huzaar - Van Paard Tot Pantserwagen'. In 1947 kwam hij uit dienst als wachtmeester van de Huzaren van Boreel.
Terug in Tilburg bezocht hij de Koninklijke rijks-hbs Willem II (diploma 5 jr. hbs-A). Korte tijd volgde hij de opleiding Nederlands MO aan de Katholieke Leergangen te Tilburg; hij was daar lid van de Studentenvereniging St. Leonardus.
In die tijd was hij lid van het Brabants Cabaret met onder andere Jef van der Heijden en Corrie Brokken. Eerste werk: directiesecretaris van de Kleine Academie (Tilburgse Volksuniversiteit) en een lang seizoen chef de réception bij Badhotel in Domburg. 
In 1951 begon zijn Amsterdamse tijd. Samen met graficus Flip van der Burgt richtte hij de kunstenaarsgroep WERKING op en was eindredacteur van hun eerste publicatie WERKING 1. Deze groep exposeerde grafiek in combinatie met poëzie in Hamdorff in Laren. Zijn gedicht ‘h-bom’ werd in combinatie met een houtsnede van Flip van der Burgt gekocht door de Britse premier Clement Attlee. Hij werd lid van de Vereniging van Letterkundigen en van de Amsterdamse Kunstenaarsvereniging O. L. Heer op Zolder van de priester/schilder Lambert Simon.
Bogaers zat in het comité van aanbeveling van de Ban de Bom-marsen.
Hij verzorgde veel vertaalwerk onder meer van Gertrud von Le Fort, maar ook veel kinderboeken en tientallen albums van Suske & Wiske (van het Vlaams naar het Nederlands). 
Hij volgde een cursus toneelregie bij Elise Homans en regisseerde en speelde toneel in Amsterdam. 
Hij leverde ideeën en teksten voor de vroege televisieserie Dag Dinsdag van de NTS (regie Max Appelboom) met toneelspelers Ko van Dijk jr. en Kees Brusse. In deze tijd werkte hij mee aan literatuurprogramma’s van verschillende omroepverenigingen.
Na enige jaren in het Gooi te hebben gewoond verhuisde hij in 1968 met zijn gezin naar Zuid-Limburg (Simpelveld, Mechelen, Maastricht, Heerlen). Hij is onderscheiden met het Mobilisatie-Oorlogskruis en hij is Ridder in de Orde van Oranje-Nassau. Hij heeft twee dochters en twee zonen uit twee huwelijken.

## Gedichten
Bogaers publiceerde in diverse literaire tijdschriften.
De verschenen bundels zijn: 
- (1952) Bitonaal (met Jan Olree), De Pelgrim Eindhoven;
- (1957) Forensisch, Merel-reeks, Strengholt Amsterdam, bekroond met de Literatuurprijs van Hilvarenbeek tijdens de Groot Kempische Cultuurdagen;
- (1958) Poerkwappa, eigen beheer;
- (1969) Foraminifeer, Leiter Nypels Maastricht;
- (1986) Simandron, Appel Foundation;
- (2002) Et in arcadia ego, eigen beheer;
- (2003) De Gele Boot, eigen beheer;
- (2004) Ik heb voor u op de fluit gespeeld, eigen beheer;
- (2005) Resurrectio van een Paradijsvogel, eigen beheer;
- (2009) Het temmen van de avondwoorden, Close encounters publishing, Amsterdam
- (2014) De kleur van water, Close encounters publishing, Amsterdam

In 1998 verschenen op cd: Pierre Bogaers leest voor uit eigen werk. Gedichten van hem zijn te zien en te horen op de website van Cultureel Brabant (CUBRA ).
Zijn gedichten werden opgenomen in tientallen bloemlezingen, onder meer in Brabantia Nova - (de Beuk Amsterdam) 1954;
Apollo’s reis door Nederland (Nijgh & Van Ditmar ’s-Gravenhage) 1956;
Literair Accoord (Bruna Utrecht) 1958;
Vijftien Brabantse dichters van deze eeuw (Brandon Pers Tilburg) 1993;
Fragmenten uit het leven van de Katholieke Leergangen (Fontys Hogescholen Tilburg) 1997;
Promenade - Twintig Brabantse dichters over ’s-Hertogenbosch (Heinen ’s-Hertogenbosch) 1998;
Dagkalender van de poëzie (Meulenhoff Amsterdam)-2004;
Brabantse Letteren - Letterkunde als spiegel van culturele emancipatie in Noord-Brabant (Noord-Brabants Genootschap en de Stichting Zuidelijk Historisch Contact) 2006;
Zijn poëzie is uitvoerig beschreven met biografische informatie in onder meer De Paap van Gramschap (Gianotten Tilburg) 1992, plus aanvullingen hierop op de website van Cultureel Brabant CUBRA en in het tijdschrift Brabant Cultureel, jaargang 52 - september 2003, nummer 7. 
Bogaers las vaak gedichten voor bij literaire manifestaties en vernissages.
Bogaers zoon, Pieter, maakte in juni 2009 een 25 minuten durend videoprogramma waarin hij een selectie eigen gedichten voorleest met het Zuid-Limburgse landschap, zijn woonomgeving, als achtergrond.  

## Journalistiek
Bogaers leverde bijdragen aan dagbladen onder meer toneelrecensies in De Volkskrant. Hij schreef artikelen in reclame- en marketingvakbladen en daarnaast artikelen over kunst en cultuur in verschillende boeken en magazines. Hij was een jaar boekenrecensent van het Katholiek Cultureel Tijdschrift Streven. 
Hij was hoofdredacteur van het maandblad Algemeen Tijdschrift voor het Technisch Onderwijs en hoofdredacteur van het maandblad 'De Huzaar - van Paard tot Pantserwagen'.

## Copywriting, reclame en public relations
Bogaers was vier jaar leider public relations Grote Steden bij De Volkskrant Amsterdam. 
Hij was vier jaar hoofd Publiciteit Uitgeversmaatschappij Standaard Boekhandel te Amsterdam. 
Hij was copywriter en scriptwriter voor verschillende grote reclamebureaus onder meer van Prad, Young & Rubicam, Van Staal & Koster, Bauduin, NPO, Van den Biggelaar en Rouma.
Later was hij directeur/eigenaar van Pierre Bogaers - Erkend Adviesbureau voor Marketing & Reklame te Mechelen (Zuid-Limburg).
Hij was lid van de reclamekring 'De Kring' in Amsterdam. 
Tevens was hij oprichter en vele jaren voorzitter van de Limburgse Reclamekring Club ’69 (later Klup 82) en van de Academische Raad voor Reclame.
Het Genootschap voor Reclame kende hem de Coq d’Or toe.
Hij was vijf jaar gastdocent aan de Stadsacademie te Maastricht en twee jaar docent Marketing en Communicatietechnieken aan de Hogere Hotelschool Maastricht.
Hij was een van de honderd bekendste reclamemensen in Nederland (bron: Handboek Bugamor 1982)
Hij hield vele lezingen voor alle Kamers van Koophandel in Limburg en voor diverse ondernemingen.
- Digitale Bibliotheek voor de Nederlandse Letteren: boga013
- International Standard Name Identifier: 0000 0003 9497 1643
- Nederlandse Thesaurus van Auteursnamen: 068293119
- Virtual International Authority File: 289604694
- WorldCat: E39PBJvRV4bDyGTmdqhxJhdJDq